# 윤두수
윤두수(尹斗壽, 1533년~1601년 4월 1일)는 조선 중기의 문신(文臣)·정치인이자 성리학자, 작가, 시인이며, 서인(西人)의 일원이다. 본관은 해평(海平), 자는 자앙(子仰), 호는 오음(梧陰), 시호는 문정(文靖)이다. 前 대한민국 4대 대통령인 윤보선의 10대조이다.
선조 때 동인들로부터 진도군수 이수의 뇌물을 받았다는 혐의를 받고 파직되었다가 다음해 연안부사로 나가 선정을 베풀었다. 대사헌 때 당쟁 과정에서 회령에 유배되었다가 임진왜란으로 복직되어 임금을 개성에 호종, 어영대장을 지낸 후 의정부영의정까지 올랐고 해원부원군(海原府院君)에 봉작되었다.
해평부원군(海平府院君) 윤근수의 형이며, 윤보선·윤치영·윤치호의 선조이자, 순종비 순정효황후의 친정인 윤덕영, 윤택영의 선조였다. 또한 선조의 부마 윤신지의 할아버지이기도 하다. 임진왜란 때의 장군 원균의 인척이기도 하다. 성수침(成守琛)·이중호(李仲虎)·이황(李滉)의 문인이다.

## 생애

### 생애 초반

#### 출생과 생애 초기
오음 윤두수는 1533년 윤변의 아들로 태어났다. 사육신의 인척으로 고조부 이후로 높은 벼슬을 역임하지 못했으나, 윤두수와 그의 동생 윤근수가 정1품 벼슬까지 올라가면서 집안을 다시 일으켜 세웠다.
아버지 윤변은 군자감정(軍資監正)에 이르렀으나 후에 아들들의 현달로 영의정에 추증된다. 본처에게서 담수와 춘수를 얻었으나, 본부인을 잃고 후처를 얻어 두수와 근수 형제를 보았다. 그러나 아버지 윤변은 일찍 사망한다.
이복 형 윤담수의 아들이자 조카 윤현의 사위는 소릉 이상의로, 그는 근기 남인 성호 이익의 증조부이자 실학자 반계 유형원의 외증조부가 된다. 이상의는 북인으로 그의 후손들은 북인 몰락 후 남인에 입당하여 근기남인이 된다. 서인 당원인 윤두수, 윤근수 형제의 후손들과는 다른 길을 걷게 된다.

#### 학문 활동

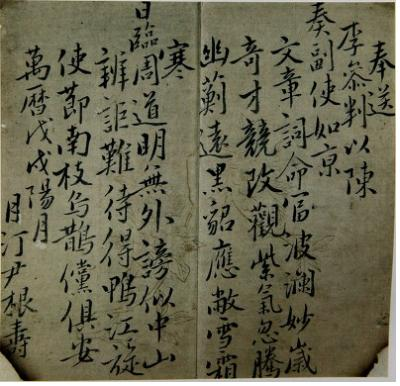
동생 윤근수의 수적서첩

그보다 20여 세 연상의 이복 형인 윤담수와 윤춘수가 있었고, 아래로는 친동생인 윤근수가 있었다.
일찍 아버지를 여의었으나 학문에 정진하여 성수침(成守琛)의 문하에서 수학하였다. 이때 묵암 성혼을 만나 평생지기 친구가 되었으며, 이때의 영향으로 후에 붕당이 형성될 때는 서인을 택하게 된다. 그 뒤 이중호(李仲虎)의 문하에도 출입하면서 수학하다가 안동 도산의 이황(李滉)을 찾아가 그의 문하가 된다. 이황의 문하에서 수학한 다른 동문인 박승임, 유성룡 등은 동인이 되나 그는 서인을 선택하게 된다.
친척이 되는 원균과도 친밀하였다. 원균은 친척이 되는 윤두수, 윤근수를 비롯한 조정의 서인 대신들과 교류하였다.

### 관료 생활

#### 관료생활 초반
1555년 3월 생원시(生員試)에 급제하고, 생원이 되어 성균관에 들어가 유생으로 수학하였다. 그 뒤 1558년 문과 식년시에 을과 17등위로 급제하여 승문원에서 일하게 되었고, 예문관검열, 홍문관정자, 저작 등의 직위를 지냈다.
1559년 5월 정자, 1560년 저작, 1561년 9월 부수찬, 10월 병조 좌랑을 지냈다. 11월 홍문관 수찬, 사간원 정언, 12월 다시 사간원 정언이 되었다. 1562년 4월 다시 사간원 정언, 5월 홍문관부수찬, 7월 다시 사간원 정언을 지냈다. 1562년 10월 이조 좌랑을 거쳐 이후 이조정랑이 되었다.
1563년 이조정랑에 재임 중 이량(李樑)이 그의 아들 정빈을 이조좌랑에 천거한 것을 박소립, 기대승 등과 함께 반대하였다. 이에 그해 8월 대사헌 이감(李戡)의 탄핵을 받아 삭직되었다. 이때 이감은 그가 박소립, 이문형, 허엽, 윤근수, 기대승 등과 파벌을 만들고 부박(浮薄)하게 선동한다며 탄핵했으나, 심의겸이 이감이 이량의 당여라고 공격하여 대호군으로 전임되면서 사태가 수습되었다. 그해 9월 영의정 윤원형, 우의정 심통원 등의 상계(上啓)로 무죄임이 밝혀진 뒤 수찬에 다시 서용(敍用)되었다.
그 뒤 사헌부장령을 거쳐 1563년 9월 수찬, 10월 이조정랑, 1564년 7월 의정부 검상, 10월 사헌부 장령, 1565년 1월 이조좌랑, 3월 홍문관 부응교 등을 지냈다. 이후 다시 이조좌랑을 거쳐 5월 도감 낭청이 되는 등 삼사의 요직을 역임한 뒤, 명종 말엽 윤원형, 심통원 등의 외척들을 탄핵하여 몰락시켰고, 그 뒤 사복시정, 부응교 등을 역임하였다.

#### 선조 즉위 이후

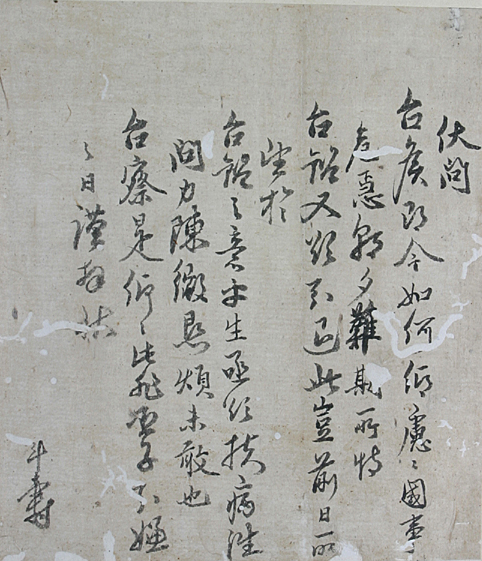
윤두수의 친필 서신 (1600년경)

그 뒤 사인·사헌부장령·성균관사성·사복시정(司僕寺正)을 지내고, 1565년 문정왕후(文定王后)의 천거로 부응교에 임용된 뒤 1566년 1월 동부승지, 우부승지를 거쳐 우승지를 지냈다. 이때 사람을 살해한 종실(宗室) 경양군(景陽君) 이수환(李壽環) 사건의 위관으로 참여하였다. 이때 경양군의 형량이 감형되자 형을 두번 감하는 것이 부당하다며 탄핵하였고, 이후에도 계속 경양군 부자의 처벌을 청하여 성사시켰다.
1566년 8월 좌부승지, 윤 10월 우승지를 거쳐 1567년(명종 22) 자전이 살아있는데도 경솔하게 상례를 논했다 하여 사헌부의 탄핵을 받았으나 왕이 무마시켰다. 그해 3월 형조참의를 거쳐 4월 다시 우승지가 되었다가 명종의 임종을 지켰다. 1567년(선조 즉위년) 11월 대사간, 1568년(선조 1) 8월 우승지 등을 지냈다.
1574년 8월 문과의 고시관의 한명으로 과거 시험 주관에 참여하였고, 9월 대독관(對讀官)에 임명되었다. 9월 병조로부터 함부로 정계(停啓)했다는 이유로 탄핵당했다. 1575년의 을해당론으로 동인과 서인이 나뉘게 되자 그는 동문인 김효원 등을 따르지 않고 이이, 심의겸, 성혼을 따라 서인에 가담하였다.
1576년(선조 9) 7월 사간원대사간에 발탁되었다. 이듬해 명나라에 파견되는 사은사로 선발되어 연경에 다녀왔다. 귀국 후 승정원도승지가 되었으나 이후 이종 사촌동생인 진도군수 이수(李銖)로부터 뇌물을 받아 조카 윤헌, 동생 윤근수와 함께 연좌되어 1579년 3월 파직당했다.
1579년 복직되고 그해 대사간 김계휘(金繼輝)의 주청으로 다시 기용되어 연안부사(延安府使)가 되었다. 1581년 3월 황해감사의 서장(書狀)에 의하여 재령군수 최립(崔岦) 등과 함께 구황(救荒)을 잘하였다 천거받고 선조로부터 옷 한벌을 상으로 하사받았다. 이후 한성부 좌윤·오위도총부 부총관·형조참판을 역임하고, 1587년 6월 통정대부 수전라도관찰사(通政大夫守全羅道觀察使)를 지냈다.
그해 7월 전라도관찰사 재직 중 우후를 무단으로 잡아들여 벌했다가 대간의 탄핵을 당하고 추고받았다. 1588년말 평안도관찰사가 되었다.

#### 기축옥사
1589년 호조판서를 거쳐 평안감사(平安監司)가 되었다. 1589년 정여립(鄭汝立)의 대동계 사건이 확대되어 기축옥사가 터지고, 서인이 동인을 숙청하고 집권하자 다시 대사헌으로 발탁되어 내직에 돌아왔다. 그 뒤 호조판서가 되었다가 홍순언, 황정욱 등과 더불어 명나라에 사신으로 가서 종계(宗系)를 변무(辨誣)하고 돌아왔다. 1590년 종계변무에 성공한 공으로 광국공신(光國功臣) 2등관에 서훈되고 해원군(海原君)에 봉하여졌다. 이후 형조판서(刑曹判書), 대사헌, 호조판서(戶曹判書) 등을 지냈다.
1590년 평안도관찰사로 나갔다가 강서현 고을 선비들의 건의로 강서현령 박경선(朴慶先) 등과 함께 송정 김반(松亭 金泮)을 모신 학동서원(鶴洞書院)의 설립을 지원하였다.
1591년 1월 사헌부대사헌, 2월 호조판서가 되었다. 대사헌 재직 중 왕세자 책봉 문제로 벌어진 동인과 서인 간의 당파싸움인 건저문제(建儲問題)로 이산해 등과 함께 신성군을 지지하기로 했으나 광해군을 지지하는 문제로 선조의 진노를 사서 호조판서로 임명된지 얼마 지나지 않아 동생 윤근수와 함께 삭탈관직되어 회령으로 유배를 갔다.
그 뒤 동인계열의 계속된 탄핵으로 배소가 옮겨져 홍원으로 이배되었다. 그해 10월 공이 적지 않다는 왕명으로 근도로 이배되었다가 11월에 방면되었다.

#### 임진왜란 초반
1592년 임진왜란이 일어나자 다시 기용되어 피난가는 선조를 호송하여 어영대장(御營大將)과 5월 우의정, 약방 도제조, 좌의정으로 연달아 승진하여 국난 극복에 주력하게 된다. 이때 그는 명나라에 원군을 요청하자는 주장에 대해 강력히 반대하며 조선만의 힘으로도 능히 일본의 침공을 저지할 수 있다며 임진강 방어선을 돌파하고 서울과 개성을 연달아 점령한 고니시 유키나가가 지휘한 일본군의 공격으로부터 평양을 사수하려 했으나 패하고 만다.
어가를 따라 피난길에 오르던 중 평양에 있을 때 홍순언 등의 명나라에 대한 구원병 파병요청 주장을 반대하고 평양성의 사수를 주장하였다. 그러나 평양성 전투에서의 패전 소식을 들은 선조는 명나라에 망명 요청을 전달하였는데, 이 소식을 들은 윤두수는 급히 쫓아와 선조의 말고삐를 잡고 ‘필부의 경솔한 행동’이라며 극언을 서슴지 않으며 부디 망명 요청을 철회해 줄 것을 요청하였다. 이어 함흥피난론이 나왔으나 물리치고 의주행을 주장하여 이를 관철시켰는데, 과연 함흥이 함락되었다. 그러나 의주에 도착한 선조가 월경을 준비하자 상소를 올리고 직접 막는 등 선조의 랴오둥(遼東) 피난을 막았다.
임진왜란 기간 중 그는 원균을 옹호하였다. 그래서 일각에서는 그가 '원균 띄우기, 이순신 죽이기'에 빠졌다고 했다. 1593년(선조 26)에 삼도체찰사(三道體察使)를 겸하게 되고, 1595년 해원부원군(海原府院君)에 봉해졌다. 그 뒤 판중추부사로 전임되었다.

### 생애 후반

#### 임진왜란 기간 중
임진왜란 중 원균과 이순신이 갈등할 때 원균의 손을 들어주었다. 동생 윤근수와 함께 원균은 고금에 없는 명장이라고 적극적으로 후원하였다. 1594년 9월 윤두수는 군사를 이끌고 거제(巨濟)에 머물고있는 왜적을 몰살시키려 했다가 계획이 누설되어 그만 실패하고 말았다. 이에 윤두수는 패전의 책임을 져야 한다는 정적들의 탄핵을 받고 파직되고 말았다. 1595년초 판중추부사로 복직하였다.
1597년 일본이 명나라와의 화의 조약을 깨고 조선을 재침공하였다. 이무렵 선조는 이순신을 불신하고 있었다. 1597년 1월 27일 판중추부사 윤두수는 "위급할 때는 장수를 바꾸는 것이 아니라고 하지만 이순신은 파직해야 한다"고 강하게 주장하였다. 한양으로 압송된 이순신을 심문하여 고문을 하였다.

#### 종전과 최후
1597년(선조 30) 정유재란 때에는 영의정 유성룡(柳成龍)과 함께 난국을 수습하였다. 이듬해 좌의정이 되고 영의정에 이르렀으나, 대간의 계속되는 탄핵으로 사직하고 남파(南坡)에 물러났다. 그해 판중추부사를 거쳐 다시 1599년 의정부영의정에 이르렀으나 동인들이 반대하므로 곧 사직하고 영돈녕부사로 전직되었다가 영중추부사가 되었다. 이후 부원군 자격으로 정사에 출입하였다. 글씨 재주도 뛰어났으며 문장에 능하고 시도 잘 짓고 문징명체(文徵明體)에 일가를 이루었다. 1601년에 병사하였다.
사후 1605년(선조 38) 선조의 어가를 의주까지 호종한 자들을 포상할 때 호성공신(扈聖功臣) 2등관에 추서되었다. 1605년 청난원종공신 1등에 추록되었다. 그는 평소 온화하고 화평하였으나, 큰일을 당하였을 때에는 직언을 아끼지 않았으며, 임진왜란, 정유재란의 국가적 위기 극복에 노력하였다. 시호는 문정(文靖)이다

## 주요 저서
- 《오음유고》(梧陰遺稿)
- 《기자지》(箕子誌)
- 《성인록 成仁錄》
- 《평양지 平壤志》
- 《연안지 延安志》

## 가족 관계
- 조부: 윤희림(尹希琳)
  - 아버지: 윤변(尹忭)
  - 어머니: 전주이씨
    - 이복 형님: 윤담수(尹聃壽)
    - 이복 형님: 윤춘수(尹春壽)
    - 이복 형님: 윤기수(尹期壽)

  - 어머니(생모) : 팔기 현씨, 현윤명의 딸
    - 동생: 윤근수(尹根壽, 1537년~1616년)
    - 부인 : 황씨, 황대용의 딸
      - 장남 : 윤방(尹昉): 윤덕영, 윤택영의 선조
        - 손자 : 윤이지(尹履之)
        - 손자 : 윤신지(尹新之)

      - 차남 : 윤흔(尹昕, ?-?): 윤웅렬, 윤영렬의 7대조
        - 손자 : 윤취지(尹就之), 부사직과 연안부사를 거쳐 가의대부를 지냈다.

      - 삼남 : 윤휘(尹暉)
        - 손자 : 윤면지(尹勉之)

      - 사남 : 윤훤(尹暄, 1573~1627)
        - 손자 : 윤의지(尹誼之)
        - 손자 : 윤순지(尹順之)
        - 손자 : 윤징지(尹澄之)

      - 서자 : 윤간(尹旰)
- 외조부: 현윤명(玄允明)
- 사돈: 심의겸(명종의 처남, 인순왕후의 동생, 순회세자의 외숙부)

## 학문과 저술
성리학적 지식에 해박하여 성혼(成渾), 송익필, 이이(李珥) 등과 교류하였다. 그는 이황의 문인이었음에도 동생 윤근수와 함께, 성혼, 송익필, 이이 등과 친하게 지냈으므로 자연스럽게 서인이 되었다.
한편 그의 저서와 작품은 임진왜란 중에 실전됐다. 장남 윤방은 "선군자(先君子.돌아가신 아버지)께서는 육경(六經)을 배워 이를 경륜과 사업에 펼치셨으니 시문 같은 것은 다만 여사(餘事.소일거리)로 여길 뿐이셨다"고 하면서도 "평소에 지으신 시문이 쌓여 권질(卷帙)이 되었으나 임진년 병화를 거치면서 모두 소실되었다"고 했다.

## 사육신과의 관계
사후 그는 경기도 개성에 모시지 못한 고조모 고성박씨의 비석을 세웠다. 고조모 고성박씨는 사위가 사육신에 연루되어 처형당하자 장남 윤계정을 제외한 다른 아들들을 데리고 경상북도로 피신했다.
윤두수의 고조부 윤연령 내외는 사육신 박팽년과 인척관계였다. 윤두수의 증대고모 윤씨는 사육신 박팽년의 형 박대년의 부인이었다. 그러나 사육신이 화를 당하면서 박팽년의 형수인 윤씨는 봉석주 집의 노비로 제공되었다. 봉석주가 윤씨에게 자신의 첩이 되기를 원하자, 윤씨는 봉석주의 첩이 되었다.

## 기타
선조실록 82권, 29년(1596 병신 / 명 만력(萬曆) 24년) 11월 7일(기해) 3번째 기사에 따르면, 원균이 서인이면서, 친척관계 윤두수 형제의 지지를 받고 있었음은 사실이다.
선조가 원균은 어떠한 사람인가 하고 묻자, 윤두수가 말하기를.. “"원균은 소신의 친족인데, 신은 오랫동안 그 사람을 보지 못하였습니다. 서인(西人)이었던 그는 임진왜란 당시 동인의 지지를 받는 이순신(李舜臣)을 부정적으로 평가했으며, 친척인 원균을 비호하며 그를 삼도 통제사에 앉히는데 직접적인 역할을 했다. 이 때문에 이순신이 임진왜란을 극복한 성웅(聖雄)으로 신격화되면서 그를 비난할 때 역비난의 소재로 활용되었다.
다만 윤두수가 해평 윤씨인데, 원균의 부인은 파평 윤씨로, 그 본관이 서로 다르다. 더구나 이 두 본관이 서로 시조가 같다고 가정하더라도, 파평 윤씨에서 해평 윤씨가 분가한 시기는 고려 고종 때이므로, 윤두수가 원균과 친척이라고 보기는 어렵다. 윤두수 측에서 오해했다고 여겨진다.
그러나 북인이던 이산해도 대체로 원균을 지지했고, 남인인 류성룡과 이원익은 대체로 이순신의 편이었다. 한편 대한민국의 대통령을 지낸 윤보선(尹潽善), 서울특별시장 윤치영(尹致瑛) 등은 그와 윤근수가 이순신을 부정적으로 본 것이 문제가 되고, 비난의 대상이 되자, 누군가에 의한 무고라고 해명한다.

## 윤두수를 연기한 배우
- 박웅 - 《조선왕조 500년 제5화》 (1985년) MBC드라마
- 정동환 - 《불멸의 이순신》 (2004년) KBS1드라마
- 임동진 - 《징비록》(2015년) KBS1드라마

## 같이 보기
| - 사육신 - 임진왜란 - 윤근수 - 이산해 - 정철 - 허엽 - 박팽년 - 박대년 - 봉석주 - 윤훤 - 홍순언 | - 이이 - 이황 - 성혼 - 성운 - 성수침 - 송익필 - 윤호 - 윤춘수 - 원균 - 사육신 - 윤훤 | - 윤간 - 윤순지 |

## 참고 문헌
- 《선조실록》
- 《선조수정실록》
- 《국조보감》
- 《난중일기》
- 《징비록》